# Meiry Vieira
Meiry Vieira (Rio de Janeiro, 02 de junho de 1939) é uma atriz brasileira, sendo uma das mais proeminentes atrizes de cinema brasileiro da década de 1970.

## Carreira
Iniciou sua carreira como atriz em 1972, quando foi descoberta por Pedro Carlos Rovai que a convidara para participar do filme A Viúva Virgem. Antes disso trabalhara como modelo e manequim.
Ao longo da década de 1970 trabalhara em vários filmes, tendo se destacado sobretudo em Como É Boa Nossa Empregada (1973), Histórias Que Nossas Babás não Contavam e A Ilha dos Prazeres Proibidos, ambos de 1979. 
Fora dirigida por importantes cineastas brasileiros, como Carlos Reichenbach, Jean Garrett, Victor di Mello, José Miziara, Carlo Mossy, Paulo Porto, Victor Lima e Alfredo Sternheim. 
Em 1984, após participar do filme Nunca Fomos tão Felizes, de Murilo Salles, abandonara a carreira artística.

## Filmografia

### Cinema
| Ano  | Título                                  | Personagem             | Notas                               |
| ---- | --------------------------------------- | ---------------------- | ----------------------------------- |
| 1984 | Nunca Fomos tão Felizes                 | Prostituta             |                                     |
| 1983 | Tensão e Desejo                         | Leda                   |                                     |
| 1982 | Anarquia Sexual                         | Madalena               |                                     |
| 1982 | As Prostitutas do Dr. Alberto           | —                      |                                     |
| 1981 | O Império do Desejo                     | Sandra                 |                                     |
| 1981 | Corpo Devasso                           | Ângela                 |                                     |
| 1981 | A Prisão                                | Visitante              |                                     |
| 1980 | O Fotógrafo                             | Leila                  |                                     |
| 1979 | A Ilha dos Prazeres Proibidos           | Lúcia Solanas          |                                     |
| 1979 | Histórias Que Nossas Babás não Contavam | Rainha Má              |                                     |
| 1979 | A Noite dos Imorais                     | Nora                   |                                     |
| 1979 | Nos Tempos da Vaselina                  | Viúva                  |                                     |
| 1979 | Quanto mais Pelada... Melhor            | Sandra                 |                                     |
| 1979 | Bonitas e Gostosas                      | —                      | Segmento: "As Afogadas"             |
| 1978 | Pintando o Sexo                         | Márcia                 | Segmento: "Pintando o Sexo"         |
| 1977 | Deu a Louca nas Mulheres                | Carmen                 |                                     |
| 1977 | Escola Penal de Meninas Violentadas     | Falsa Madre Superiora  |                                     |
| 1977 | Presídio de Mulheres Violentadas        | Rafaela                | [ 4 ]                               |
| 1977 | As Loucuras de um Sedutor               | Sra. Mindinho          |                                     |
| 1976 | As Mulheres Que Dão Certo               | Amália                 | Segmento: "O Velhinho da Colombo"   |
| 1976 | O Quarto da Viúva                       | Marta Alvarado         | [ 6 ]                               |
| 1976 | Possuídas pelo Pecado                   | Raquel                 |                                     |
| 1976 | Quando elas querem... e eles não        | Judite                 | [ 7 ]                               |
| 1975 | Cada Um Dá o Que Tem                    | Marjorie               | Segmento: "Uma Grande Vocação"      |
| 1975 | Com as Calças na Mão                    | Mulher exorcizada      |                                     |
| 1975 | Uma Mulata para Todos                   | Estela                 | [ 8 ]                               |
| 1974 | As Moças Daquela Hora                   | —                      |                                     |
| 1974 | Ainda Agarro Esta Vizinha...            | Mulher do supermercado |                                     |
| 1974 | O Marido Virgem                         | Daniele                |                                     |
| 1974 | Divórcio à Brasileira                   | —                      |                                     |
| 1973 | Como É Boa Nossa Empregada              | Leila Sandra           | Segmento: "O terror das empregadas" |
| 1973 | As Depravadas                           | Jane                   |                                     |
| 1973 | O Libertino                             | Teresa                 | [ 9 ]                               |
| 1973 | Uma Virgem na Praça                     | —                      |                                     |
| 1972 | O Supercareta                           | Ivonete                |                                     |
| 1972 | A Viúva Virgem                          | Beatriz                |                                     |

### Televisão
| Ano  | Título              | Personagem |
| ---- | ------------------- | ---------- |
| 1983 | Bandidos da Falange | Espanhola  |